# UCI Asia Tour 2005
Navigation
Édition suivante
L'UCI Asia Tour 2005 est la première édition de l'UCI Asia Tour, l'un des cinq circuits continentaux de cyclisme de l'Union cycliste internationale. Il est composé de 13 compétitions, organisées du 16 janvier au 19 septembre 2005 en Asie. Il a été remporté par le Kazakh Andrey Mizourov, vainqueur du Tour de Chine et deuxième du Tour du Japon. La formation Giant Asia Racing s'est imposée au classement par équipes.

## Calendrier des épreuves

### Janvier
| Date  | Course                      | Pays      | Classe | Vainqueur       | Équipe             |
| ----- | --------------------------- | --------- | ------ | --------------- | ------------------ |
| 16-21 | Tour du Siam                | Thaïlande | 2.2    | Koji Fukushima  | Bridgestone Anchor |
| 28-6  | Tour de Langkawi            | Malaisie  | 2.HC   | Ryan Cox        | Barloworld         |
| 29    | Grand Prix cycliste de Doha | Qatar     | 1.1    | Robert Hunter   | Phonak             |
| 31-4  | Tour du Qatar               | Qatar     | 2.1    | Lars Michaelsen | CSC                |

### Avril
| Date  | Course      | Pays | Classe | Vainqueur      | Équipe            |
| ----- | ----------- | ---- | ------ | -------------- | ----------------- |
| 14-19 | Kerman Tour | Iran | 2.2    | Hossein Askari | Giant Asia Racing |

### Mai
| Date  | Course             | Pays         | Classe | Vainqueur      | Équipe            |
| ----- | ------------------ | ------------ | ------ | -------------- | ----------------- |
| 7-13  | Tour de Corée      | Corée du Sud | 2.2    | David McCann   | Giant Asia Racing |
| 15-22 | Tour du Japon      | Japon        | 2.2    | Félix Cárdenas | Barloworld        |
| 22-1  | Tour d'Azerbaïdjan | Iran         | 2.2    | Ghader Mizbani | Giant Asia Racing |

### Juin
| Date | Course                | Pays      | Classe | Vainqueur   | Équipe            |
| ---- | --------------------- | --------- | ------ | ----------- | ----------------- |
| 27-1 | Tour de Java oriental | Indonésie | 2.2    | Ahad Kazemi | Giant Asia Racing |

### Juillet
| Date  | Course              | Pays  | Classe | Vainqueur       | Équipe          |
| ----- | ------------------- | ----- | ------ | --------------- | --------------- |
| 16-24 | Tour du lac Qinghai | Chine | 2.HC   | Martin Mareš    | Ed' System ZVVZ |
| 29-31 | Tour de Chine       | Chine | 2.2    | Andrey Mizourov | Capec           |

### Septembre
| Date  | Course           | Pays      | Classe | Vainqueur      | Équipe            |
| ----- | ---------------- | --------- | ------ | -------------- | ----------------- |
| 11-21 | Tour d'Indonésie | Indonésie | 2.2    | Hossein Askari | Giant Asia Racing |
| 14-19 | Tour de Hokkaido | Japon     | 2.2    | Eddy Ratti     | Nippo             |

## Classements finals
Le Kazakh Andrey Mizourov, membre de l'équipe Capec, remporte le classement individuel. Il compte 213 points, acquis notamment lors du championnat du Kazakhstan, dont il a pris la deuxième place (70 points), lors de sa victoire au Tour de Chine (65 points dont 40 pour le classement général), lors du Tour du lac Qinghai (40 points) et lors du Tour du Japon (38 points). Il devance le Sud-Africain Ryan Cox, vainqueur du Tour de Langkawi, et le Tchèque Martin Mareš, vainqueur du Tour du lac Qinghai. L'équipe Giant Asia Racing s'impose au classement par équipes. Elle compte quatre coureurs parmi les dix premiers du classement individuel. Le Kazakhstan est premier du classement par nations, devant l'Iran et le Japon.
| #   | Coureur           | Pays           | Pts   |
| 01. | Andrey Mizourov   | Kazakhstan     | 213,0 |
| 02. | Ryan Cox          | Afrique du Sud | 190,0 |
| 03. | Martin Mareš      | Tchéquie       | 174,0 |
| 04. | Hossein Askari    | Iran           | 168,7 |
| 05. | David McCann      | Irlande        | 160,7 |
| 06. | Graeme Brown      | Australie      | 156,0 |
| 07. | Mahdi Sohrabi     | Iran           | 155,7 |
| 08. | Ghader Mizbani    | Iran           | 150,7 |
| 09. | Ahad Kazemi       | Iran           | 132,7 |
| 10. | Sergueï Lagoutine | Ouzbékistan    | 120,0 |

| #   | Équipe                    | Pays           | Pts |
| 01. | Giant Asia Racing         | Taipei chinois | 796 |
| 02. | Capec                     | Kazakhstan     | 439 |
| 03. | Barloworld                | Royaume-Uni    | 429 |
| 04. | Paykan                    | Iran           | 315 |
| 05. | Ceramica Panaria-Navigare | Italie         | 271 |
| 06. | Bridgestone Anchor        | Japon          | 261 |
| 07. | Marco Polo                | Chine          | 237 |
| 08. | Nippo                     | Japon          | 227 |
| 09. | Naturino-Sapore di Mare   | Suisse         | 209 |
| 10. | Navigators                | États-Unis     | 176 |

### Classements par nations
| #   | Pays         | Pts  |
| 01. | Kazakhstan   | 1005 |
| 02. | Iran         | 875  |
| 03. | Japon        | 744  |
| 04. | Ouzbékistan  | 618  |
| 05. | Corée du Sud | 143  |
| 06. | Mongolie     | 127  |
| 07. | Hong Kong    | 79   |
| 08. | Indonésie    | 55   |
| 09. | Syrie        | 43   |
| 10. | Chine        | 41   |